# Nomada platythorax
Nomada platythorax là một loài Hymenoptera trong họ Apidae. Loài này được Schwarz mô tả khoa học năm 1981.